# Donald A. Thomas
Donald Alan Thomas (ur. 6 maja 1955 w Cleveland) – amerykański inżynier i astronauta.

## Życiorys
W 1973 ukończył szkołę w Cleveland Heights w stanie Ohio, a w 1977 studia w Case Western Reserve University, w 1980 otrzymał dyplom magistra, a w 1982 doktora nauk materiałowych na Cornell University. Później został starszym członkiem personelu technicznego w AT&T Bell Laboratories (Bell Labs) w Princeton, poza tym był adiunktem Wydziału Fizyki w Trenton State College w New Jersey, gdzie uzyskał dwa patenty. W 1987 przeniósł się z AT&T do Lockheed Engineering and Sciences Company w Houston w Teksasie, gdzie odpowiadał za analizowanie materiałów używanych w ładunkach promów kosmicznych, a w 1988 został inżynierem materiałowym w Centrum Lotów Kosmicznych imienia Lyndona B. Johnsona. 

## Kariera astronauty

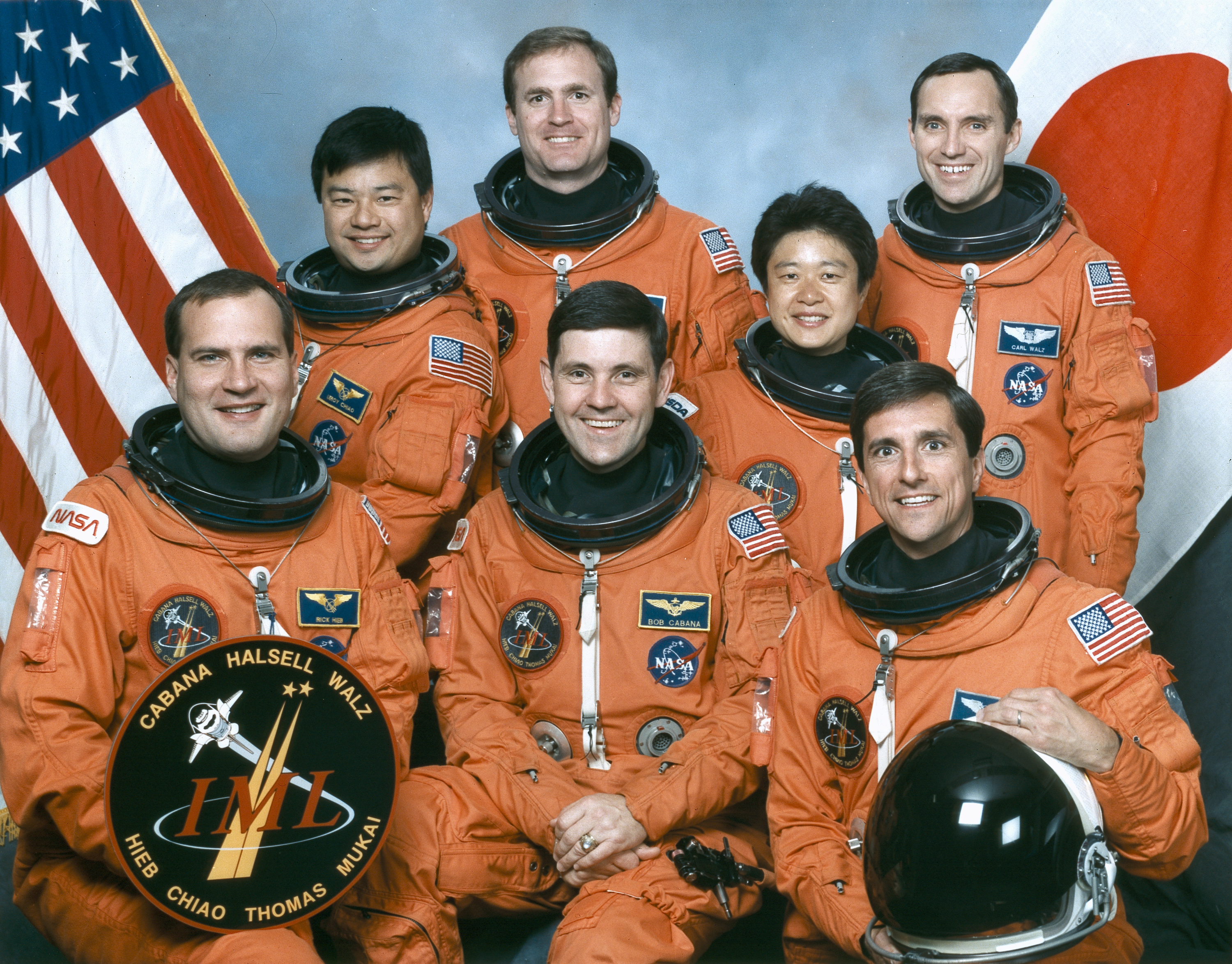
Skład załogi misji STS-65, Donald Alan Thomas pierwszy od prawej

17 stycznia 1990 został wybrany przez NASA kandydatem na astronautę. W lipcu 1991 zakwalifikował się jako astronauta, przechodził szkolenie na specjalistę misji. Od 8 do 23 lipca 1994 uczestniczył w misji STS-65 z laboratorium naukowym IML-2 (International Microgravity Laboratory), trwającej 14 dni, 17 godzin i 55 minut. Od 13 do 22 lipca 1995 był specjalistą misji STS-70 trwającej 8 dni, 22 godziny i 20 minut. Od 4 do 8 kwietnia 1997 brał udział w misji STS-83 trwającej 3 dni, 23 godziny i 12 minut, która została skrócona z powodu awarii jednego z ogniw paliwowych. Od 1 do 17 lipca 1994 był specjalistą misji STS-94 trwającej 15 dni, 16 godzin i 44 minuty, będącej powtórzeniem lotu naukowego z laboratorium Spacelab MSL (Microgravity Science Laboratory).
Łącznie spędził w kosmosie 43 dni, 8 godzin i 11 minut. Od lipca 1999 do czerwca 2000 był dyrektorem operacji NASA w Centrum Wyszkolenia Kosmonautów im. J. Gagarina w Gwiezdnym Miasteczku. 
Opuścił NASA w lipcu 2007, gdy został dyrektorem Willard Hackerman Academy of Mathematics and Science k. Baltimore.
Stowarzyszenie Uczestników Lotów Kosmicznych (Association of Space Explorers) przyznało mu Universal Astronaut Insignia za lot orbitalny (nr 312).